# BOSS (ライター)
BOSS（1971年3月5日 - ）は、日本のパチスロ関連ライター、YouTuber。岩手県胆沢郡金ヶ崎町出身。本名は佐藤好孝。

## 略歴
高校卒業後、東京に上京しスポーツ関係の専門学校へ進学。パチンコ店の主任や大工等の職業に就き、1993年にパチンコ攻略マガジン、パチスロ攻略マガジン（共に販売元:双葉社）の発行元である株式会社プラントピアのバイト(後に社員)になり、ライターとして活動することになる。投稿!特ホウ王国（日本テレビ）の「日本一スロットのうまい男」（本名名義で出演）やTVチャンピオン（テレビ東京）の「パチプロ王決定戦」（若頭殿下名義で出演）などのテレビ番組に出演し、釘読み、目押しのプロとして認知される。1990年代末に発売された旅打ちシリーズ（パチスロ攻略マガジン監修のＶＨＳビデオ、後にMONDO21でも放送された）では、しのけんとのコンビで全国を周りパチスロ（ごく稀にパチンコ）を打つという内容がヒットし、パチンコパチスロでの旅打ちというジャンルを確立し、世間に広め、業界内にも影響を与えた。
2001年にパチンコ攻略マガジン、パチスロ攻略マガジンを辞めパチスロ攻略マニアックスへと移籍。1年程で廃刊となり、廃刊後は雑誌のインターネット版パチスロマニアックス（後にパチ＆スロマニアックスへ改名）でコラムを掲載。2016年10月29日に掲載終了。
2017年より、パチンコパチスロサイトのパチ・スロクロスで再びコラム掲載し、2019年末に終了する（復活の示唆があったものの最終的に復活せず2020年末に辞め、その後サイト本体も閉鎖される)。
近年は、タクシー運転手の傍ら副業にYouTubeの動画に出演していたが、2020年のコロナウイルスの影響で所属していたタクシー会社を退職し、大工のアルバイト(現在はしていない)、パチ・スロクロスのYouTube動画や自身のYouTube、ツイキャスでの生放送に出演している。同年パチ・スロクロスを辞め、12月7日からYouTubeチャンネルぱち馬鹿っ!!のメンバーとして活動をパチ馬鹿の公式ツイッターで報告された。
2023年2月より、東京都千代田区にあるパチンコパチスロ台をメインとしたゲームセンター「神田センター」にも在籍しており不定期で出勤している(神田センターは3年間限定のゲームセンターを公言しており(2026年2月閉店予定)、営業終了以降はタクシーの運転手に戻る予定であることを公言している)。

## 出演
テレビ
- 投稿!特ホウ王国（日本テレビ）「日本一スロットのうまい男」
- TVチャンピオン（テレビ東京）「パチプロ王決定戦」
- 必勝!パチ塾（CS番組、MONDO21他）
- すろ道（CS番組）
- 続・旅打ち（CS番組、MONDO21他）
- トゥナイト2（テレビ朝日）
- シューイチ（日本テレビ）声のみの出演

ビデオ
- 旅打ちシリーズ（パチスロ攻略マガジン）※MONDO21で放送
- パチスロ攻略マガジンVIDEOシリーズ
- パチスロ攻略マニアックスVIDEOシリーズ
- 獣王マニア
- ATマニア
- ストックマニア
- パチスロプロフェッショナル
- それぞれのプロの道

インターネット
- チェロスカーニバルv
- BOSSの名機列伝（パチ＆スロ マニアックス）
- BOSSの続・名機列伝（パチ・スロ クロス）

漫画
- BOSS the chicken（スーパーパチスロ777）漫画：野村直樹
- I'M THE BOSS（別冊パチスロパニック7）漫画：ター坊（2018年11月号のみの読切）
- 攻略時代（パチスロパニック7）漫画：奥田渓竜（原案提供)

※上記以外にも、2000年代初頭にも単発の漫画が存在する。プロスロ（作画：畠山耕太郎、原作：ガリぞう）にも登場した回がある。